# Козел (Жлобинский район)
Козел, Козёл (бел. Казёл) — упразднённая деревня в Жлобинском районе Гомельской области Республики Беларусь. В составе Солонского сельсовета.
Расположено урочище Козел.

## География
Ближайшие населённые пункты Александров, Истобки, Коротковичи, Лесань, Нивы.

### Транспортная сеть
Транспортные связи по просёлочной, а затем автомобильной дороге Р149.

## История
На старой карте недалеко от деревни Козел располагались Нивские Хутора. В некоторых источниках название деревни встречается Землянки.
До 11 февраля 1960 года деревня входила в состав Мормальского сельсовета, до 8 декабря1966 года — в состав Октябрьского сельсовета.
Решением Жлобинского районного Совета депутатов от 1 августа 2008 года № 88 упразднён сельский населённый пункт Козел.

## Население
- 2008 год — 0 жителей